# Aeroporto di Satu Mare
L'Aeroporto di Satu Mare (IATA: SUJ, ICAO: LRSM) è un aeroporto rumeno situato a Satu Mare, nell'omonimo distretto, 14 km a sud dal centro cittadino. La struttura, posta all'altitudine di 126 m (414 ft) sul livello del mare, è costituita da un terminal passeggeri ed una torre di controllo ed è dotata di una pista d'atterraggio con fondo in asfalto lunga 2 500 m e larga 45 m con orientamento 01/19.
L'aeroporto, gestito dal consiglio distrettuale di Satu Mare, è aperto al traffico commerciale.

## Storia
L'aeroporto di Satu Mare è stato fondato con decreto reale nel 1936.
All'inizio del 2025 è stato inaugurato il nuovo terminal passeggeri.